# Esetjog
Az esetjog vagy precedensjog (angolul: case law) az angolszász jogrendszerekben az „általános jog” (angolul: common law) közel azonos értelmű szinonimája.

## Fordítás
Ez a szócikk részben vagy egészben  a   Case law című angol Wikipédia-szócikk ezen változatának fordításán alapul.  Az eredeti cikk szerkesztőit annak laptörténete sorolja fel. Ez a jelzés csupán a megfogalmazás eredetét és a szerzői jogokat jelzi, nem szolgál a cikkben szereplő információk forrásmegjelöléseként.